# Montouherkhépeshef (fils de Ramsès III)
Pour les articles homonymes, voir Montouherkhépeshef.
Montouherkhépeshef est un prince égyptien, qui a vécu pendant la XXe dynastie. Il est un fils de Ramsès III et d'une de ses épouses secondaires, restée anonyme, et serait le père du roi Ramsès IX. 

## Généalogie
Fils de Ramsès III, Montouherkhépeshef est né au cours du règne de son père, probablement dans la seconde partie du règne,. Son nom apparaît dans la liste des enfants royaux gravée dans le temple des millions d'années de Ramsès III à Médinet Habou.
De son épouse probable Takhat II, il laisse un fils nommé Khâemouaset, le futur roi Ramsès IX,.

## Biographie
Montouherkhépeshef portait des titres militaires, notamment celui de « conducteur de char de la Résidence » et de « premier conducteur de char de sa Majesté ».
Montouherkhépeshef n'est pas appelé à monter sur le trône, malgré les problèmes de succession qui font suite aux décès de ses frères Ramsès IV puis Ramsès VI et de ses neveux Ramsès V puis Ramsès VII. Ceci indique qu'il devait être probablement décédé à la mort de Ramsès VII.

## Sépulture
La sépulture de Montouherkhépeshef n'a pas été encore à ce jour identifiée. Son creusement est pourtant attesté par des documents du règne de Ramsès III et il est probable qu'elle est à rechercher dans la vallée des Reines comme la plupart des tombeaux princiers de la dynastie. Toutefois, certains l'identifie au prince Montouherkhépeshef enterré dans la tombe KV13.